# NK Sloga Dol
NK Sloga iz Dola, otok Hvar, je hrvatski nogometni klub.
Nastala je 1936. spajanjem DOŠK-a i Zrinskog.
Do danas je sve svoje službene ligaške utakmice jedino igrao u Hvarskoj nogometnoj ligi.
Boja dresa je inačica crvene ("firebrick"), a brojevi su bijeli.

## Rezultati po sezonama
| - 2019./20. - - 2018./19. - - 2017./18. - - 2016./17. - - 2015./16. - - 2014./15. - - 2013./14. - - 2012./13. - - 2011./12. – 11. - 2010./11. - | - 2009./10. – 11. - 2008./09. – 12. (od 12) - 2007./08. – 10. (od 12) - 2006./07. – 4. (od 12) - 2005./06. – 10. (od 12) - 2004./05. - ? (od 13) - 2003./04. - ? - 2002./03. - ? - 2001./02. – 6. (od 11) - 2000./01. – 6. (od 10) - 1999./00. – 9. (od 10) - 1998./99. – 10. (od 12) - 1997./98. – 6. (od 12) | - 1996./97. – 11. (od 11) - 1995./96. - ? - 1994./95. - nije se igralo zbog rata - 1993./94. - nije se igralo zbog rata - 1992./93. - nije se igralo zbog rata - 1991./92. - nije se igralo zbog rata - 1990./91. - ? - 1989./90. - ? - 1988./89. - ? - 1987./88. - ? - 1986./87. - ? - 1985./86. - ? - 1984./85. - ? | - 1983./84. - ? - 1982./83. - ? - 1981./82. - ? - 1980./81. - ? - 1979./80. - ? - 1978./79. - ? - 1977./78. - ? - 1976./77. - ? - 1975./76. - ? - 1974./75. - ? - 1973./74. - ? - 1972./73. – 2. (od 5) u 2. ligi - 1971./72. – 3. (od 5) u 2. ligi |

## Memorijali
NK "Sloga" organizira i turnir u sjećanje na svog prerano preminulog nogometaša Tomislava Moškatela, "Memorijal Tomislav Moškatelo". Memorijal se tradicionalno održava polovicom siječnja.
Dosadašnji osvajači memorijalnog turnira su: 

- NK "Sloga" - 2006.
- NK "Varbonj" - 2007.
- NK "Levanda" - 2008.
- HNK "Jadran" - 2009.
- NK "Južnjak" - 2010.

## Vanjske poveznice
- Tartajun - Stranice Udruge Tartajun iz Dola na Hvaru
- Arhivirana inačica izvorne stranice od 15. ožujka 2007. (Wayback Machine) S utakmice Sloga (Dol) - Dalmatinac (Jelsa)